# 말풍선

말풍선 중 널리 쓰이는 종류 3가지(위에서 아래로:대화,생각,크게 말함).

말풍선( - 風船)은 만화에 쓰이는 것으로서 그림 이외의 빈 공간에 만화에 등장하는 인물이 하는 대사를 시각적으로 표현한 것이다.

## 의의

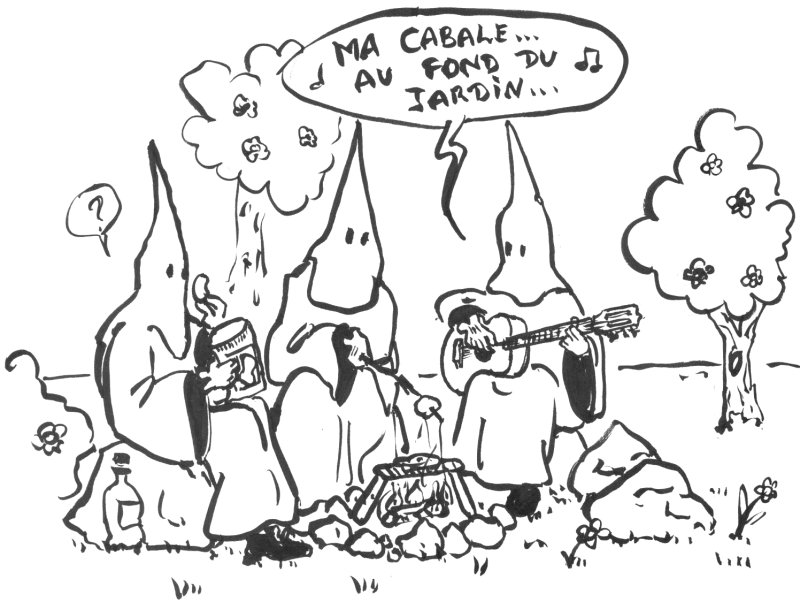
노래 가사도 표현할 수 있다.

말풍선은 만화에 등장하는 인물이 하는 대사를 시각적으로 통합하여 집어 넣기 위해 그려 넣는다. 말풍선은 특히 콘텐츠의 시각적이지 않은 부분인 음성/소리 콘텐츠 부분에 기여한다.

## 말풍선 모양

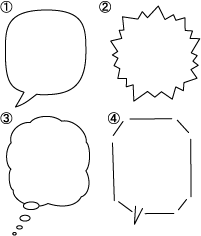
다양한 종류의 말풍선

관행적으로, 원형 모양의 풍선에 삼각형의 꼭지를 달아 사용한다. (그림 1) 또한, 말풍선은 등장인물이 하는 대사 외에도 등장인물이 하는 생각을 나타내기도 한다. 이 경우 관행에 따라, 말풍선과 인물 사이를 작은 동그라미들로 채워넣는다. (그림 3)

말풍선

말풍선의 형상은 만화가에 따라 달라질 수 있다. 또한, 같은 작가라도 다른 시각, 다른 작품에는 다른 모양의 말풍선을 쓰기도 한다.

## 역사
서구의 시각예술 역사에 있어서, 그림에 그려진 인물이나 사물이 말하는 것을 적은 레이블이 등장하는 것은 적어도 13세기 이전이다.

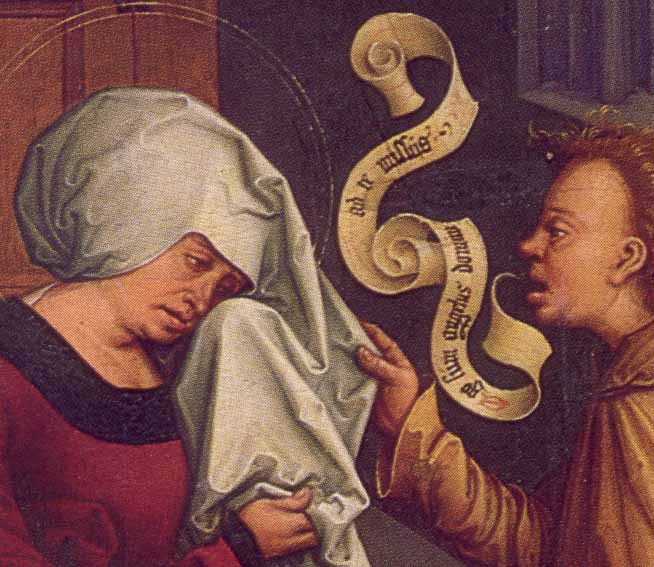
18세기 이전 서구에서는 인물의 대화 내용을 두루마리, 붕대, 깃발, 종이 위에 적어 그리기도 하였다.

20세기 만화 산업이 발전하면서 말풍선의 등장은 일반화되었다. 하지만 미국 지역과 일본 지역에서 독자적으로 각각 발달해나간 말풍선 표현 관행은 서로 큰 차이가 있다.

## 같이 보기
- 이미지 매크로